# Cassilândia (gemeente)
Cassilândia is een gemeente in de Braziliaanse deelstaat Mato Grosso do Sul. De gemeente telt 21.677 inwoners (schatting 2009).

## Aangrenzende gemeenten
De gemeente grenst aan Chapadão do Sul, Inocência, Paranaíba, Aporé (GO) en Itajá (GO).